# Командування Військ зв'язку та кібербезпеки Збройних Сил України
Командування Військ зв'язку та кібернетичної безпеки Збройних Сил (Ком ВЗтаКБ ЗС) — орган військового управління який керує Військами зв'язку, одним з основних формувань у складі Збройних сил України. Командування відповідальне за управління, розгортання, стабільне функціонування, модернізацію і розвиток зв'язку в Збройних силах в тому числі фельд'єгерського та забезпечення кібербезпеки.
Керівництво Командування підпорядковується Генеральному штабу Збройних Сил України.[джерело?]

## Історія
На початку лютого 2020 року, на виконання спільних Директив Міноборони України та Генштабу ЗСУ у структурі Збройних Сил України створено нове командування — Командування військ зв'язку та кібернетичної безпеки та призначенно його першого командувача генерал-майора Євгена Степаненко.

## Командування
- генерал-майор Степаненко Євген Олександрович (2020 — 2023)[4]
- бригадний генерал Коваленко Олексій Олександрович (з 2023 р.)[5]